# Fluxbox
Fluxbox è un window manager basato sul codice di Blackbox versione 0.61.1, ma con un elevato grado di personalizzazione e funzionalità aggiuntive.

## Panoramica
La caratteristica principale di Fluxbox è la sua leggerezza, e di conseguenza la sua buona performance. Chiaramente questo implica che le funzionalità disponibili al momento dell'installazione siano minime. È stata perciò creata una vasta gamma di programmi satellite per FluxBox che permettono di modificarne aspetto e caratteristiche (ad esempio FbDesk permette di mostrare le icone sul desktop).
Il menù di sistema, al quale si accede tramite il tasto destro del mouse, è completamente personalizzabile, le applicazioni possono essere suddivise per categorie e sottocategorie così da limitare l'espansione del menù stesso.
Una grande opportunità di personalizzazione è offerta dalla slit che può raccogliere numerose piccole applicazioni dette dockapp. Queste applicazioni possono comprendere sia piccole utilità (come il controllo del livello di carica della batteria o il cpu scaling), sia applicazioni di tipo multimediale/ludico (controlli della scheda audio, visualizzatori di Fortune). È inoltre possibile cambiare l'assetto della barra dei titoli delle finestre.

Supporta anche i desktop virtuali ed è possibile passare dall'uno all'altro tramite la rotellina del mouse, opportunamente configurata.

## Caratteristiche
- Icone delle finestre configurabili
- Visualizzazione delle icone per le finestre minimizzate sulla barra degli strumenti
- Cambiamento di desktop virtuale (workspace) con la rotella del mouse
- Barra dei titoli configurabile (posizionamento dei bottoni, aggiunta di nuovi bottoni)
- Compatibilità con KDE
- Nuovo gestore nativo delle pressioni dei tasti (supporto per combinazioni di tasti simili a emacs)
- Opzione di massimizzazione sopra la slit
- Compatibilità parziale con GNOME
- Ordinamento delle dockapp della slit

### Configurazione
La configurazione di Fluxbox è gestita interamente da semplici file di testo (di default nella directory /.fluxbox situata nella home dell'utente), anche se è possibile usare FluxConf, disponibile nella homepage di FluxBox.